# Cruas
Cruas är en kommun i departementet Ardèche i regionen Auvergne-Rhône-Alpes i sydöstra Frankrike. Kommunen ligger  i kantonen Rochemaure som ligger i arrondissementet Privas. År 2022 hade Cruas 2 954 invånare.

## Befolkningsutveckling
Antalet invånare i kommunen Cruas
Referens: INSEE

## Galleri

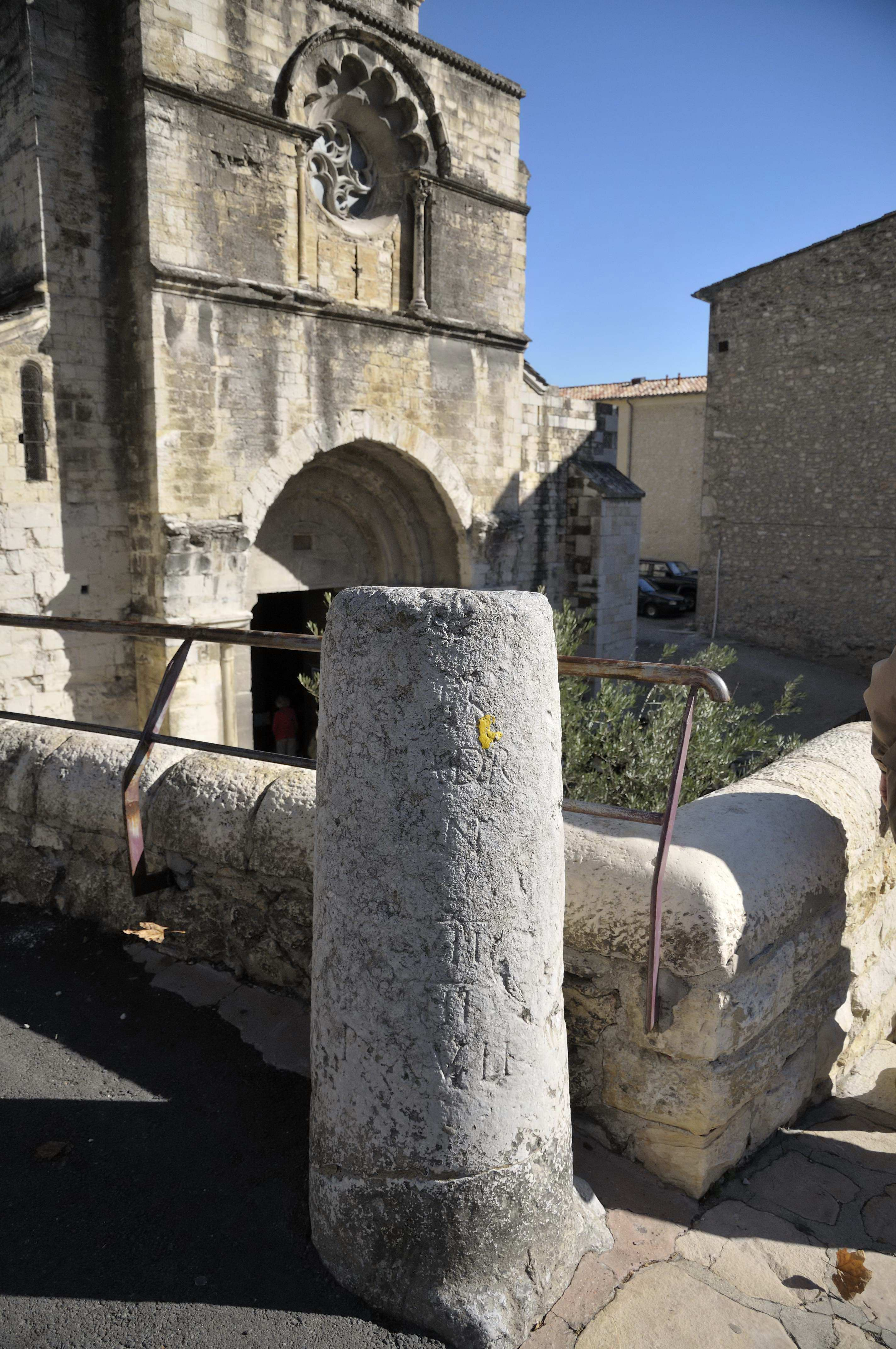
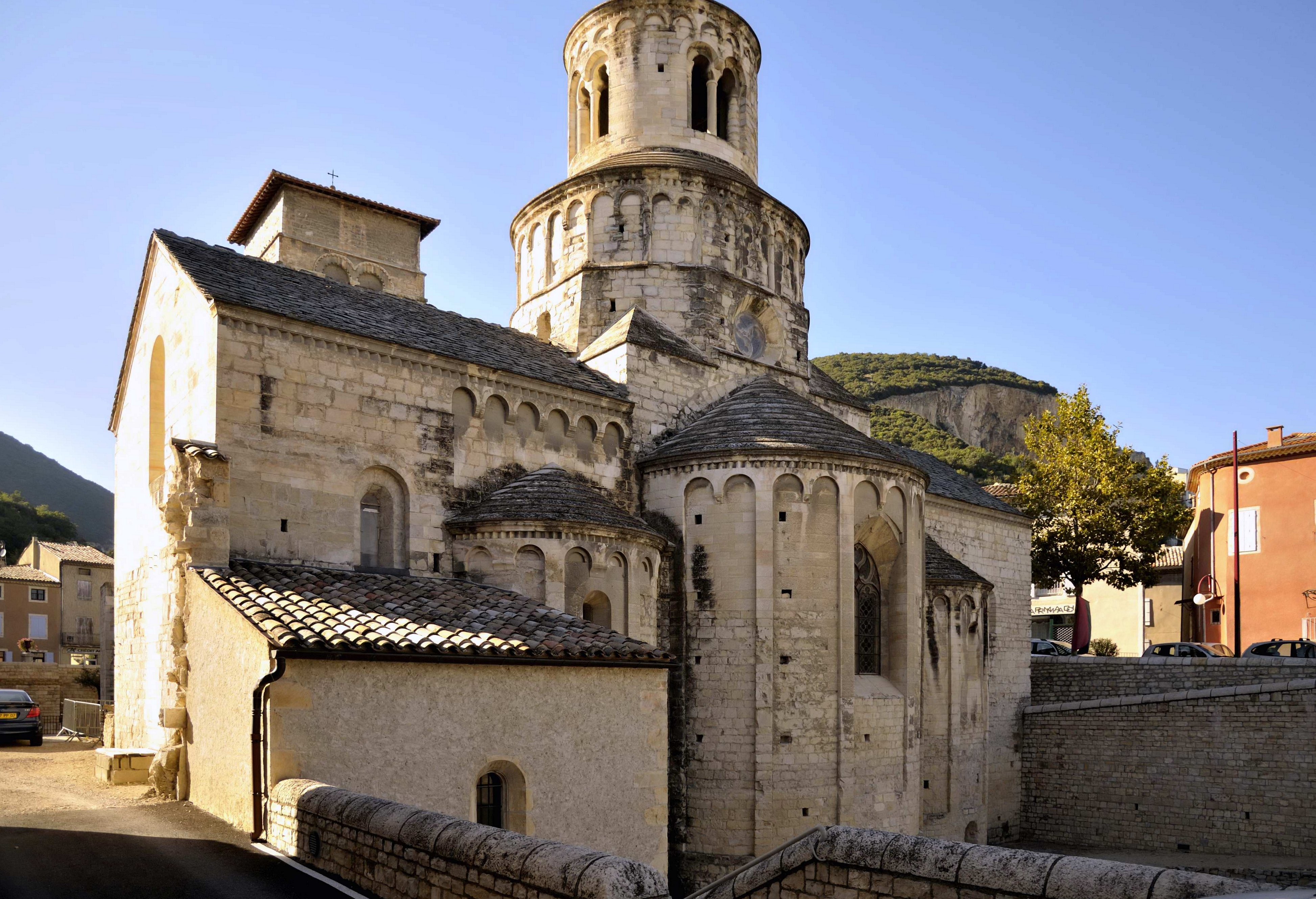
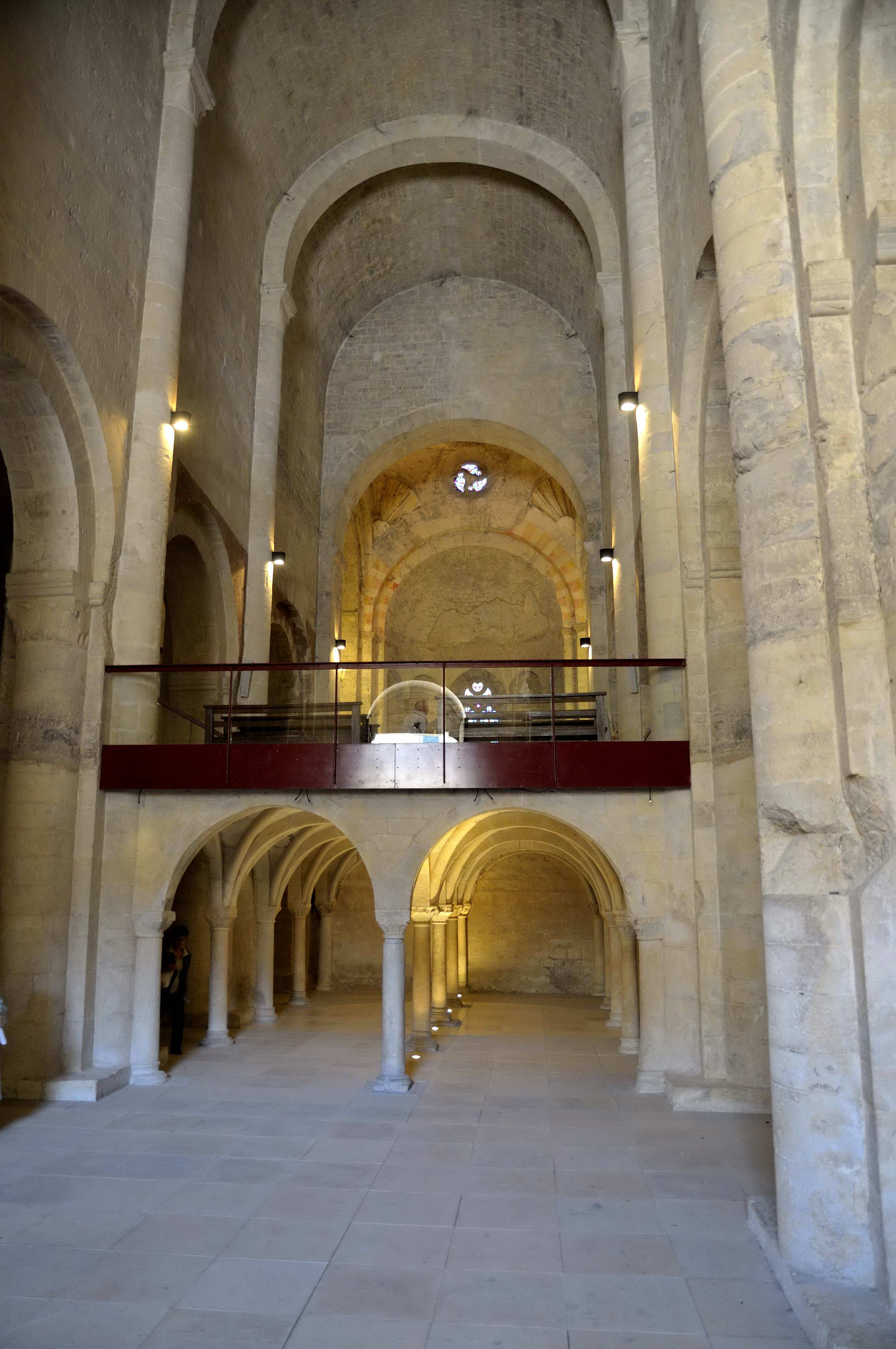
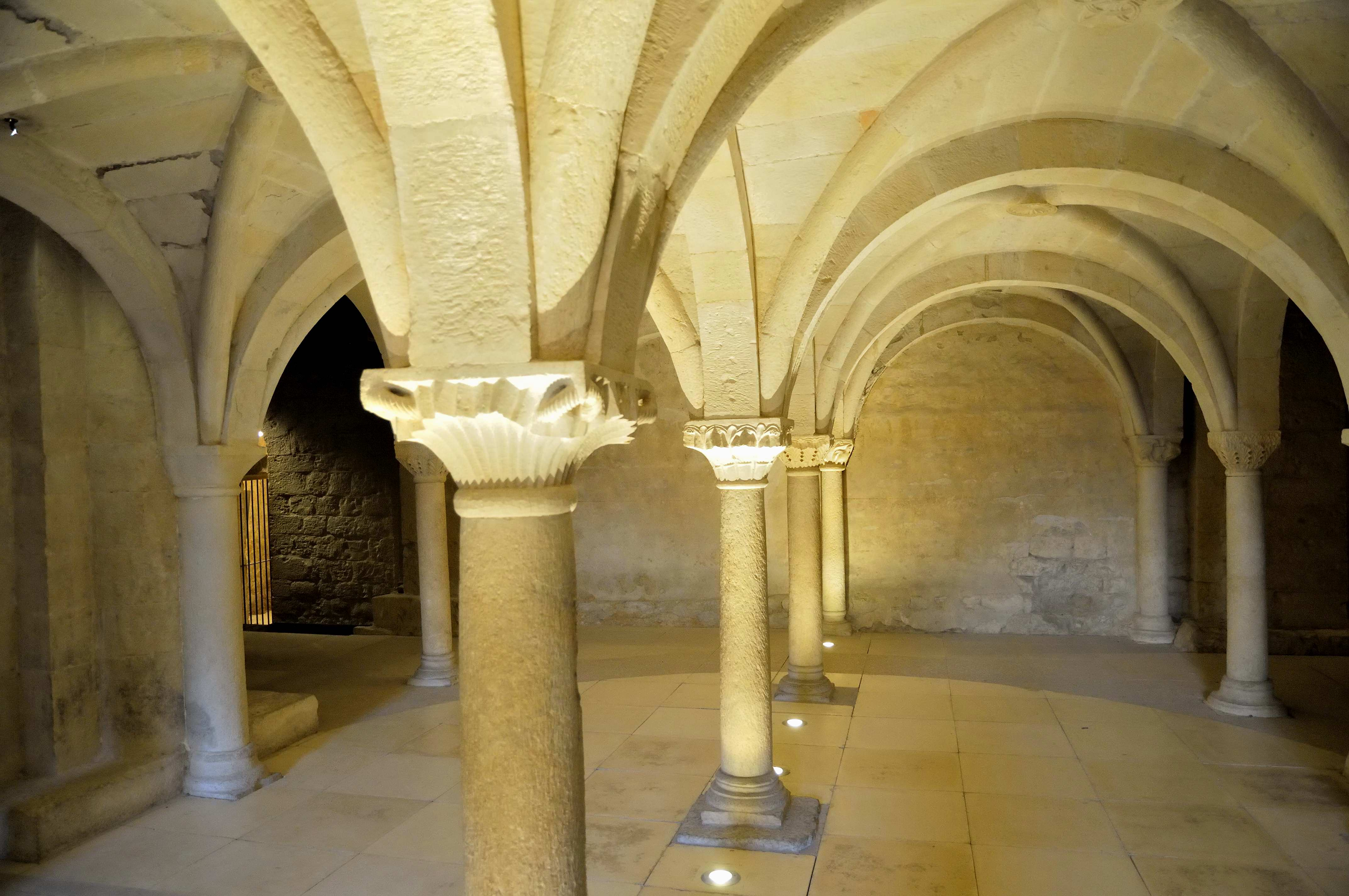
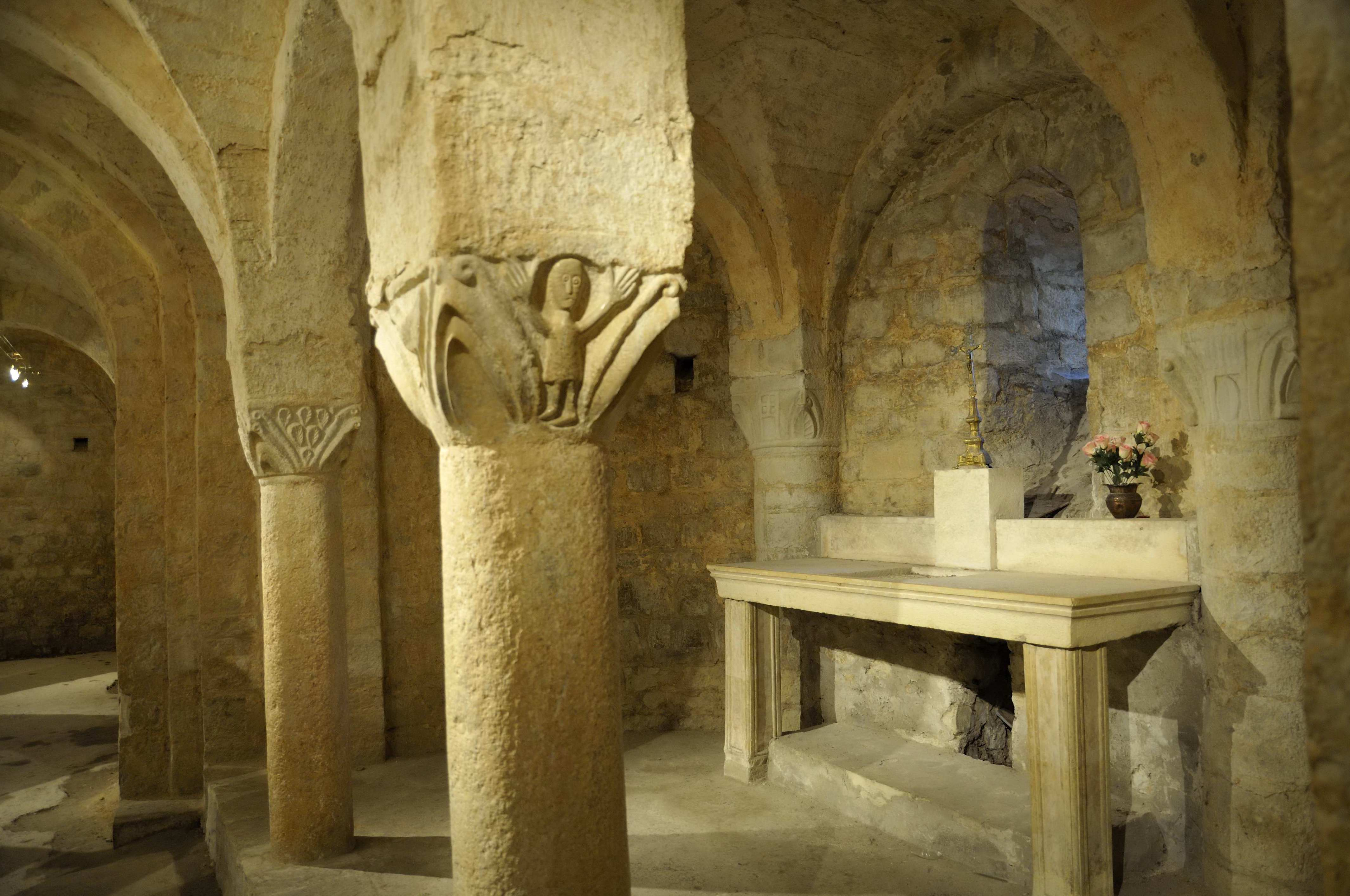
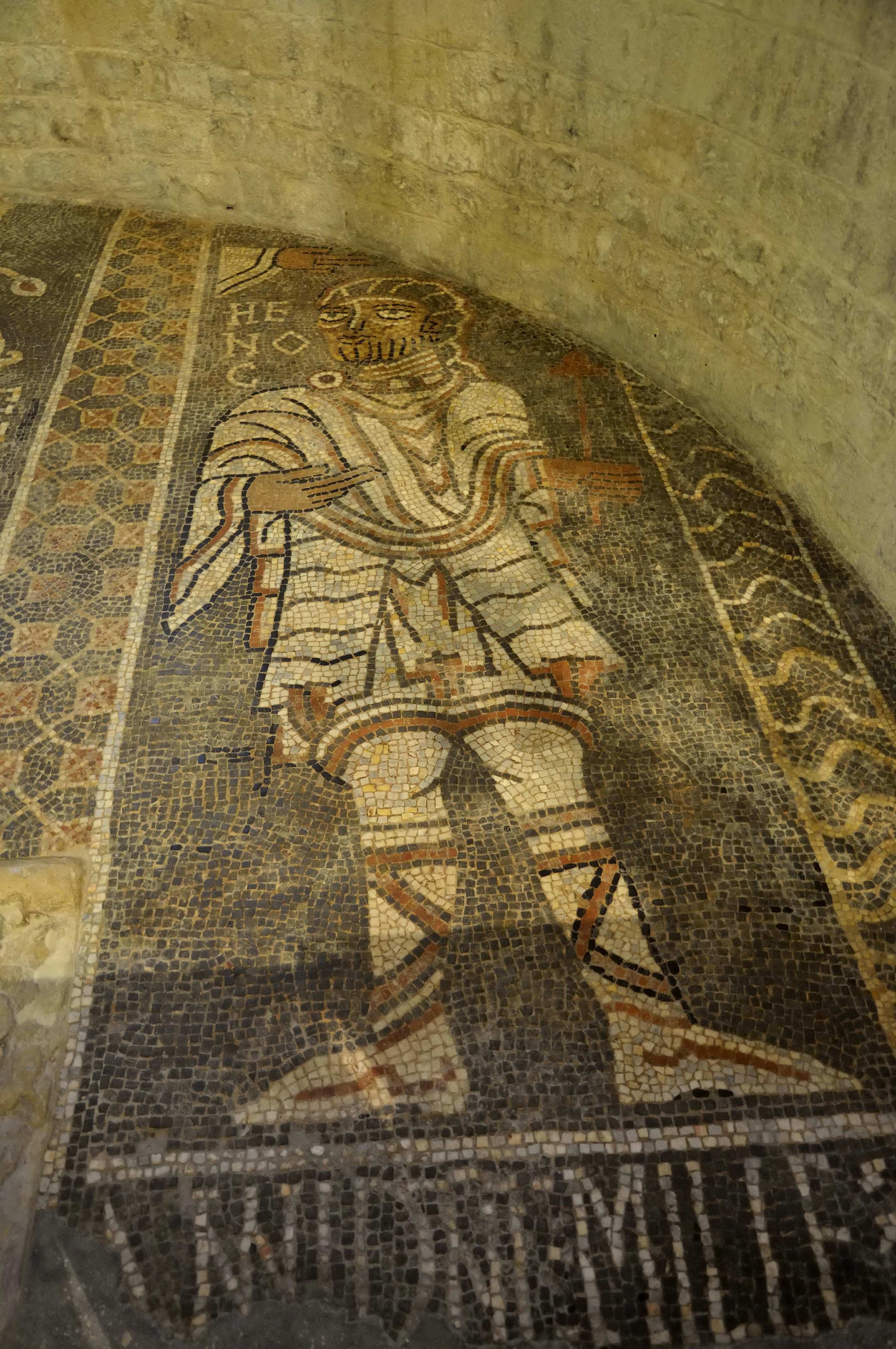
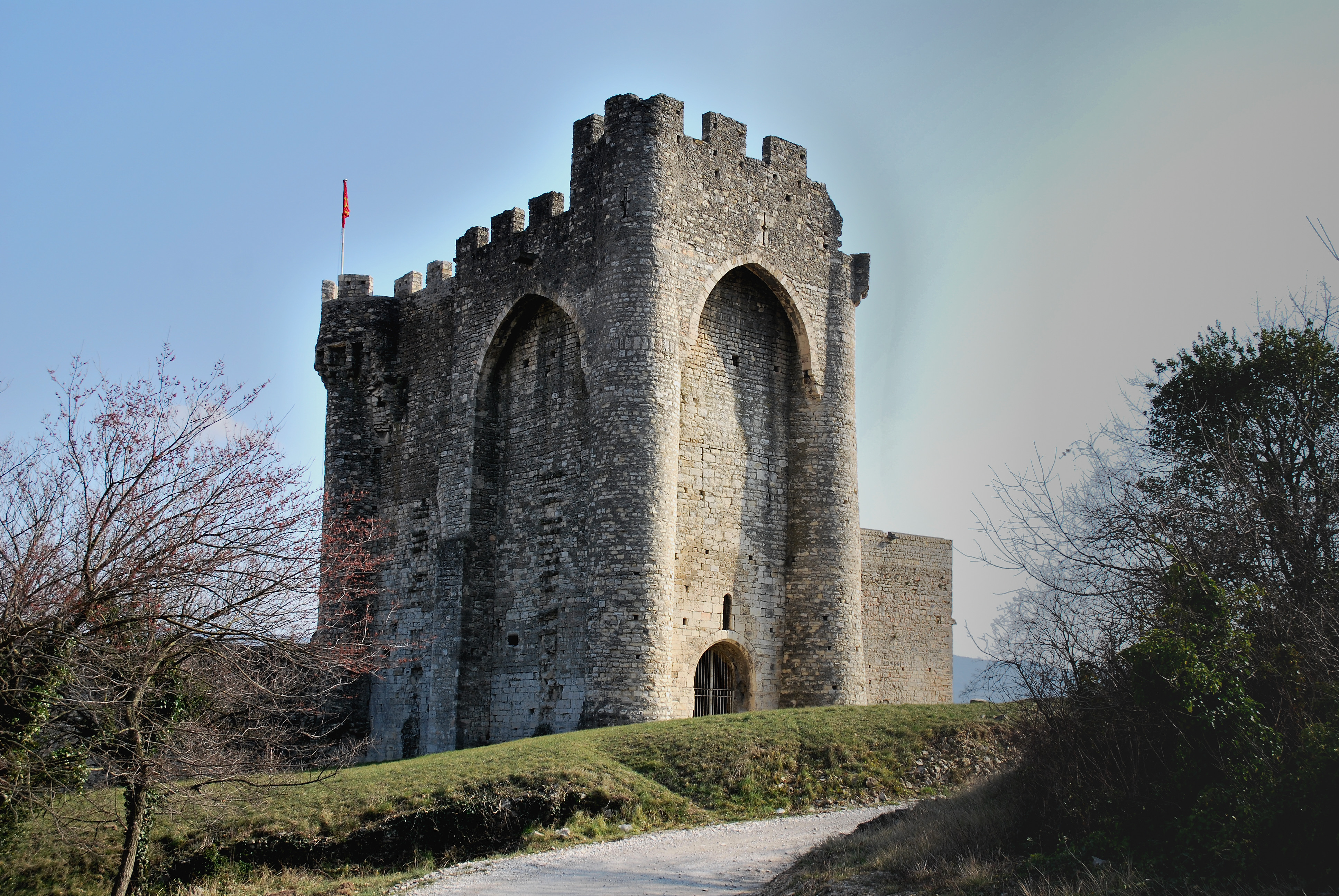
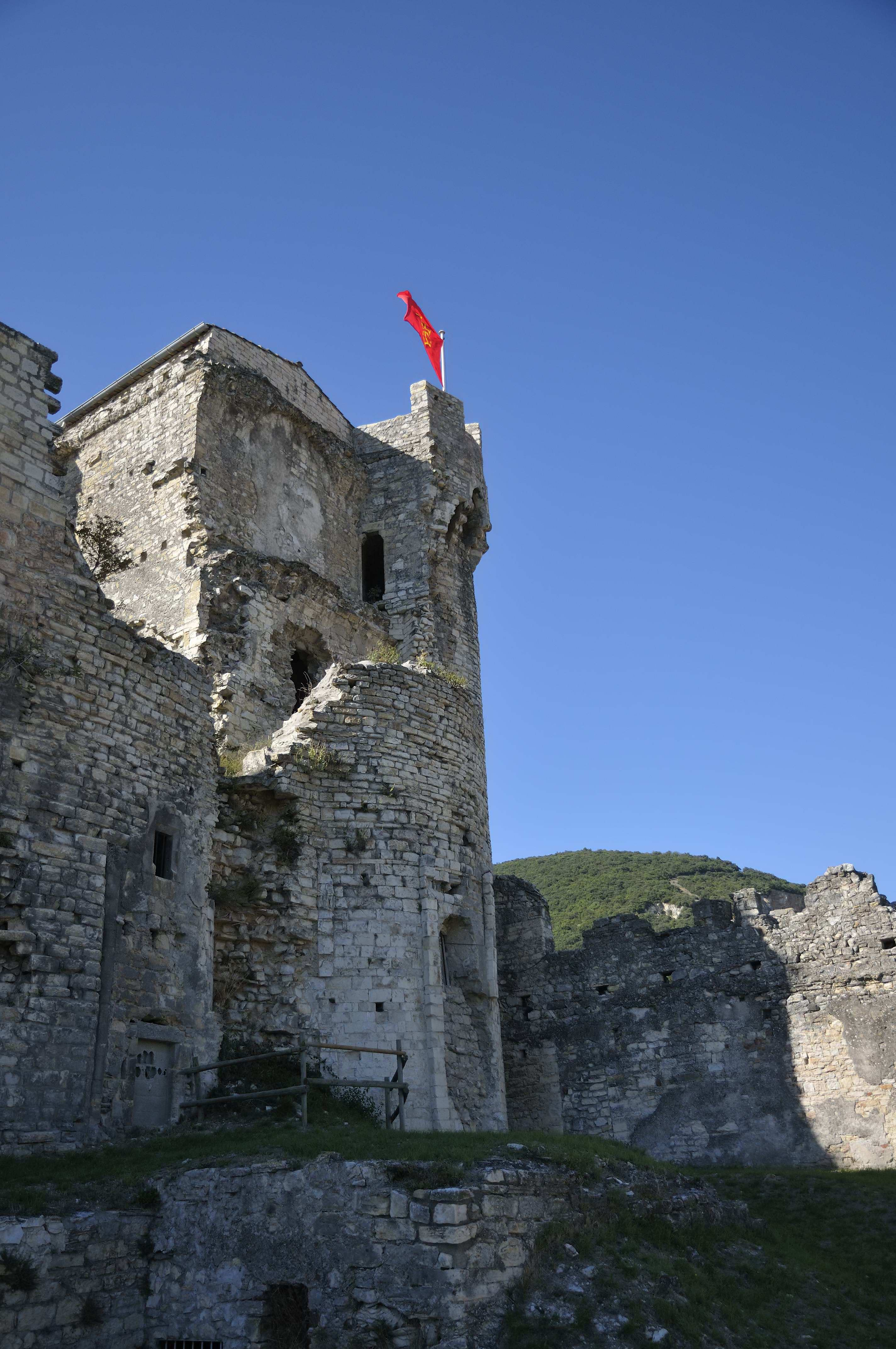
Château des moines